# Thermen van Decius
De Thermen van Decius (Latijn:Thermae Decianae) was een groot openbaar thermencomplex in het oude Rome.

## De thermen
De thermen werden rond het jaar 250 gebouwd door keizer Decius op de Aventijn. Het was het enige bouwwerk van belang dat deze keizer tijdens zijn korte regeringsduur liet bouwen.
De Italiaanse architect Andrea Palladio tekende in de 16e eeuw een gedeeltelijke plattegrond van de restanten van het complex. Hierop zijn het caldarium, de kleedkamers en de centrale hal deels afgebeeld. De oppervlakte van alleen het hoofdgebouw lijkt ongeveer 70 bij 35 meter geweest te zijn. Hieruit blijkt dat het gehele complex, met een grote ommuurde open ruimte buiten het hoofdgebouw, zeer groot geweest moet zijn.
De Thermen van Decius zijn gebouwd volgens het gangbare patroon dat al sinds de bouw van de Thermen van Trajanus aan het begin van de 2e eeuw gebruikt werd. De standaard baden tepidarium, caldarium en frigidarium waren aanwezig, evenals de omkleedruimten en de sportzalen.

## Opgravingen
Tegenwoordig staan op de locatie van de thermen de kerken San Alessio en Santa Prisca. Op dit terrein zijn fundamenten opgegraven die qua afmeting overeenkomen met de plattegrond van Palladio en dus hoogstwaarschijnlijk van de Thermen van Decius waren. Bij opgravingen zijn sinds de 17e eeuw de restanten gevonden van zalen met mozaïekvloeren en beschilderde marmeren en stucco voetstukken van standbeelden. Volgens de hierop aangebrachte inscripties waren deze derde-eeuwse beelden van de stadsprefecten. Ook een aantal andere kunstwerken, waaronder een beeld van Hercules als kind uit basalt en een reliëf met een afbeelding van Endymion zijn gevonden en worden tentoongesteld in de Capitolijnse Musea.